# 萬州 (石城)
萬州是南梁大同二年在今四川省達州市通川區、宣漢縣一帶所設置的一個州，以州內地萬餘頃，因為名。領郡七，州治石城，西魏改通州。武德二年，又置萬州，割巴州之歸仁縣、永穆縣，新置諾水縣、廣納縣、太平縣、恆豐縣四縣，並屬萬州。武德二年割蓬州儀隴縣屬萬州。州廢還蓬州。武德七年省諾水縣。貞觀元年廢萬州，以歸仁縣屬巴州，廣納縣屬壁州，永穆縣屬通州。廢太平縣、恆豐縣二縣入永穆縣。